# Medaliony
Medaliony – cykl ośmiu opowiadań Zofii Nałkowskiej wydany w 1946 w Warszawie przez Spółdzielnię Wydawniczą „Czytelnik”, opisujących losy ludzi, którzy przeżyli prześladowania hitlerowskie. Opowiadania relacjonują wydarzenia ze spokojem i powściągliwie. Materiały do cyklu Nałkowska zebrała, pracując w Głównej Komisji Badania Zbrodni Niemieckich w Polsce. Należą do literatury dokumentalnej. Mottem przewodnim utworu jest zdanie: „Ludzie ludziom zgotowali ten los”.

## Tytuł i przesłanie
Wyjaśnienie tytułu zostało zawarte we fragmencie opowiadania Kobieta cmentarna:
„Później przyszedł czas, gdy na cmentarz spadały pociski. Posągi i medaliony potłuczone leżały wzdłuż alei. Groby z otwartymi wnętrzami ukazały w pękniętych trumnach swoich umarłych.”
Celem Nałkowskiej było posklejanie swoimi słowami opowieści o ludziach, którzy ocaleli z Holokaustu, byli świadkami zbrodni wojennych oraz tego jak wojna wpłynęła na ich psychikę. Cykl Nałkowskiej stanowi jedno z najwcześniejszych świadectw nazistowskich zbrodni dokonanych na terenie Polski.

## Tytuły opowiadań
- Profesor Spanner (Rudolf Spanner)
- Dno
- Kobieta cmentarna
- Przy torze kolejowym (Przy torze kolejowym – film polski)
- Dwojra Zielona
- Wiza
- Człowiek jest mocny
- Dorośli i dzieci w Oświęcimiu